# Mickaël Landreau
Pour les articles homonymes, voir Landreau.
Mickaël Landreau, né le 14 mai 1979 à Machecoul (Loire-Atlantique), est un footballeur international puis entraîneur français. Sa carrière professionnelle de gardien de but s'étend de 1996 à 2014.
Formé au FC Nantes, il remporte avec ce club le championnat de France en 2001 et la Coupe de France en 1999 et 2000. Il rejoint ensuite le Paris SG puis le LOSC Lille avec qui il réalise le doublé championnat-Coupe de France en 2011. En décembre 2012, il rompt son contrat avec le club lillois et s'engage alors avec le SC Bastia, club dans lequel il met un terme a sa carrière en 2014. Avec 618 rencontres disputées en championnat de France de première division, il détient, depuis le 4 décembre 2013, le record du nombre de matchs disputés, détenu précédemment par Jean-Luc Ettori.
Sélectionné à onze reprises en équipe de France de 2001 à 2007, il est finaliste de la Coupe du monde en 2006 et gagne à deux reprises la Coupe des confédérations en 2001 et 2003. Il fait également partie du groupe sélectionné pour disputer l'Euro 2004 et la Coupe du monde 2014.
Du mois de mai 2017 à mai 2019, il est entraîneur du FC Lorient, club évoluant en Ligue 2.

## Biographie
Né à Machecoul d'un père charpentier et d'une mère employée communale, Mickaël Landreau est le cadet d'une famille de quatre enfants. Il grandit à Arthon-en-Retz, près de Pornic en Loire-Atlantique.

### Carrière en club

#### Formation au FC Nantes
Mickaël Landreau fait ses débuts professionnels le 2 octobre 1996 contre le SC Bastia à l'âge de 17 ans et 141 jours. Il se montre décisif en stoppant un pénalty frappé par le Slovaque Lubomir Moravcik. Le jeune gardien s'impose rapidement en tant que gardien titulaire et devient capitaine de l'équipe première dès l'âge de 19 ans. Il est également l'un des éléments-clés de l'équipe qui remporte le championnat de France en 2001 ainsi que la Coupe de France en 1999 et 2000.
Le 11 octobre 2003, il est opéré du ménisque, c'est la première blessure grave de sa carrière.
Le 17 avril 2004, lors de la Coupe de la Ligue face à Sochaux, il tente une panenka lors de la séance des tirs au but, mais elle est arrêtée par Teddy Richert. Ce tir au but aurait pu donner la victoire à son équipe, le FC Nantes perdra finalement la finale.
Le 30 juillet 2005, à l'occasion du match de Ligue 1 opposant Nantes au RC Lens, il fête son 300e match de championnat à seulement vingt-six ans.
Il annonce son intention de quitter son club formateur juste avant la fin de la saison 2005-2006. Au cours de son dernier match au Stade de la Beaujoire le 6 mai 2006, il reçoit un hommage de la part des supporters qui saluent son attachement et sa fidélité au club durant treize ans.

#### Paris Saint-Germain

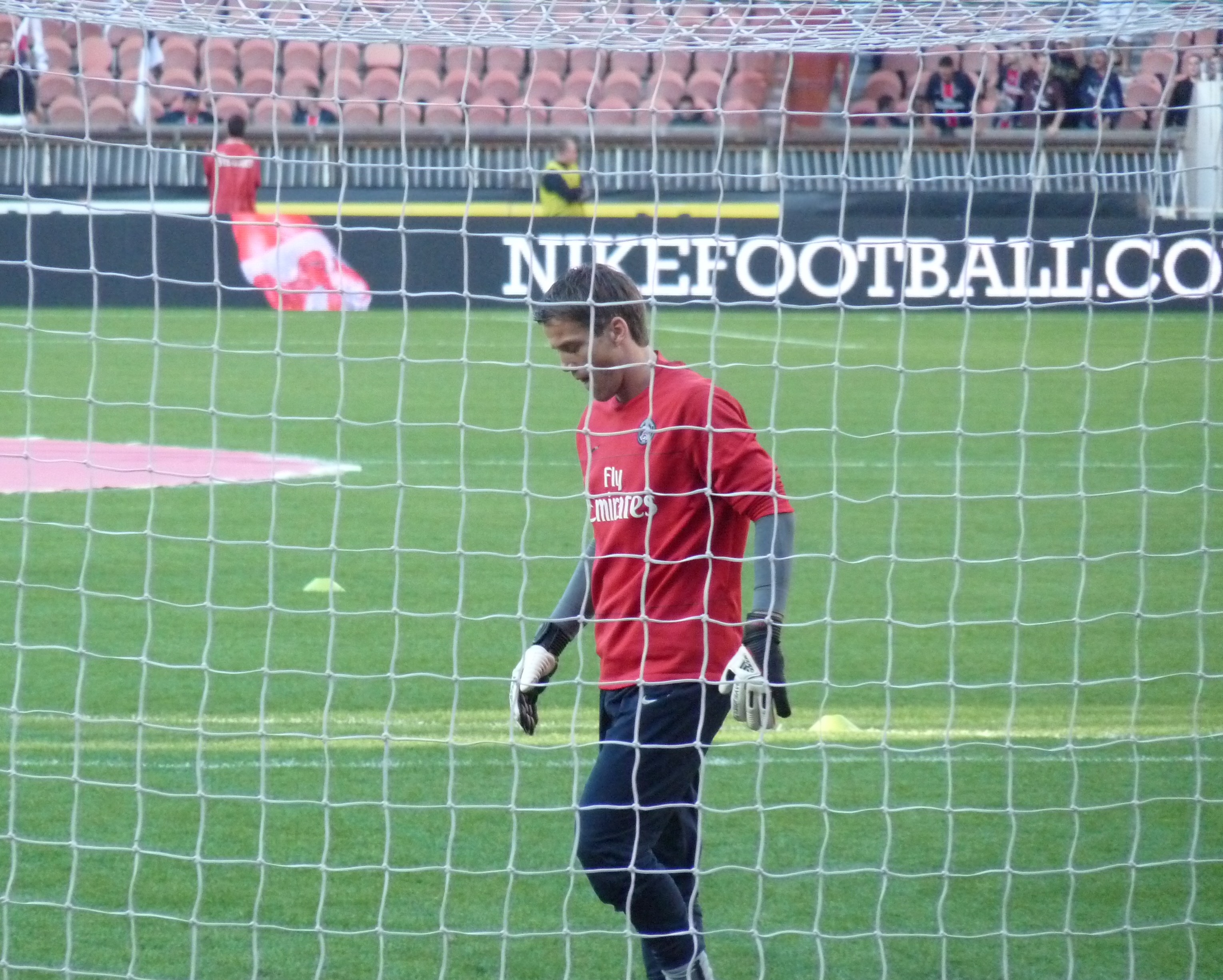
Landreau avant PSG-Monaco en 2009.

Mickaël Landreau signe un contrat de quatre ans avec le club de Paris Saint-Germain, le 15 mai 2006. Ses deux premières saisons dans ce club s'avèrent aussi délicates que ses dernières à Nantes, le PSG devant lutter pour le maintien en première division jusqu'à la toute fin du championnat. Cependant, le Paris Saint-Germain remporte la Coupe de la Ligue 2008.
Le 14 février 2009, il joue son centième match d'affilée en Ligue 1 sous les couleurs parisiennes et participe finalement à l'intégralité des matchs de championnat durant ses trois saisons à Paris.

#### Lille OSC

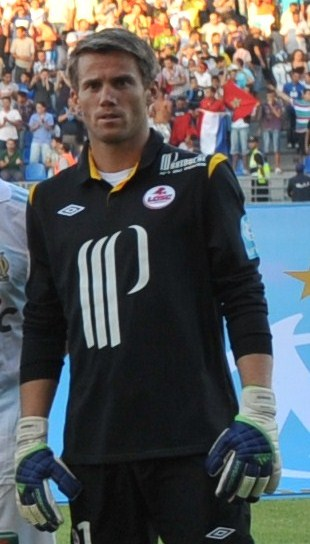
Mickaël Landreau lors du Trophée des champions 2011.

Le 29 juin 2009, il signe un contrat de trois ans en faveur du LOSC Lille. Le 3 juillet, il est victime d'une rupture des ligaments croisés du genou droit. Initialement indisponible pour six mois et soigné à l'hôpital de la Salpêtrière, il est de retour sur le banc le 22 octobre en Ligue Europa lors du match face au Genoa (3-0) et marque rapidement les esprits lors de son premier match officiel le 31 octobre 2009 face à Grenoble.
En février 2011, Mickaël Landreau prolonge son contrat de deux ans et est désormais lié au club nordiste jusqu'en juin 2014. Le 13 février 2011, il dispute son 500e match de Ligue 1 lors de la 23e journée du championnat face à Toulouse (victoire 2-0). En 2011, ses bonnes performances en championnat lui valent d'être sélectionné pour le titre de meilleur gardien de Ligue 1 aux trophées UNFP et le LOSC Lille réalise le doublé coupe-championnat. Le 27 juillet 2011, il devient le premier joueur à disputer le Trophée des champions avec trois clubs différents.
Avec des prestations en demi-teinte depuis le début de la saison, sa position de gardien de but titulaire au LOSC Lille est de plus en plus fragilisée. On lui reproche notamment d'être souvent responsable des buts qu'encaisse son équipe depuis le début de saison. Le 5 décembre 2012, c'est son remplaçant, Steeve Elana qui est titularisé dans les cages nordistes pour le dernier match de Lille en Ligue des champions de la saison (défaite 0-1 contre Valence CF). C'était cependant déjà le cas lors du match précédent de Ligue des champions contre le BATE Borisov.
Le 6 décembre 2012, le journal L'Équipe annonce que le LOSC Lille et Mickaël Landreau mettent un terme au contrat de ce dernier après que ses relations avec Rudi Garcia et ses adjoints se furent dégradées au fil du temps contre trois mois de son salaire à savoir 360 000 euros brut,.

#### SC Bastia
Le 23 décembre 2012, Mickaël Landreau s'engage pour six mois avec le SC Bastia, avec une option d'un an supplémentaire en cas de maintien en Ligue 1. Il fait ses débuts avec le club corse lors de la 20e journée de la saison 2012-2013 pour un déplacement au Stade de Reims. Les Corses s'imposent pour la deuxième fois de la saison à l'extérieur, victoire deux buts à un, Mickaël Landreau effectue plusieurs arrêts décisifs.
En juillet 2013, il annonce une prolongation d'un an avec le club de Bastia, en espérant notamment battre le record de nombre de matchs de L1 détenu par Jean-Luc Ettori (602 matchs). Il espère aussi terminer sa carrière sur un match (SC Bastia-FC Nantes), comme il avait débuté en 1996.
Le 1er décembre 2013, lors de la 15e journée, il dispute contre Évian TG son 602e match en Ligue 1 égalant ainsi le record de Jean-Luc Ettori venu participer à son échauffement avant la rencontre pour l'occasion. Il est également désigné capitaine du Sporting Bastia pour la première fois (2-0). Le 4 décembre 13, lors du derby corse de la 16e journée du championnat face à Ajaccio (1-1), il bat le record du nombre de matchs disputés en Ligue 1 avec 603 matchs disputés.
Le 11 mai 2014, il annonce la fin de sa carrière de footballeur lors du dernier match de la saison 2013-2014. Ce dernier match se joue face à son club formateur, le FC Nantes. La rencontre se termine sur un score vierge. Tout comme pour son premier match face au SC Bastia, dans ce même stade Armand-Cesari qui l'avait vu éclore au grand jour. Il offre, à cette occasion, la place aux 150 supporters nantais ayant fait le déplacement.

### Carrière en sélection

#### Équipes de France de jeunes
Mickaël Landreau débute sous le maillot bleu à l'âge de 15 ans, en 1994, en gardant les buts de l'équipe de France des moins de 16 ans. Il est par la suite sélectionné dans toutes les catégories d'âge et remporte le Tournoi de Toulon en 1997 avec l'équipe de France des moins de 20 ans.
Il totalise 43 rencontres avec les espoirs entre 1997 et 2002, ce qui en fait le recordman du nombre d'apparitions pour cette catégorie.

#### Équipe de France A
Mickaël Landreau honore sa première sélection avec l'équipe nationale de France, le 3 juin 2001 face au Mexique lors de la Coupe des confédérations (victoire 4-0). Landreau remporte à cette occasion son premier trophée avec les Bleus, avant de récidiver deux ans plus tard lors de la Coupe des confédérations 2003. C'est durant cette compétition qu'il honore sa deuxième sélection, le 22 juin 2003 contre la Nouvelle-Zélande (victoire 5-0).
Puis, il fait partie des vingt-trois joueurs sélectionnés par Jacques Santini pour disputer l'Euro 2004, puis par Raymond Domenech pour la Coupe du monde 2006, en tant que troisième gardien derrière Fabien Barthez et Grégory Coupet.
Mickaël Landreau reste invaincu sous le maillot bleu durant plus de sept matchs (693 minutes exactement), ne concédant son premier but que lors de sa huitième sélection, face à l'Écosse (défaite 0-1) au Parc des Princes. Il honore sa onzième et dernière sélection le 16 novembre 2007 face au Maroc (match nul 2-2). Il n'est pas sélectionné pour disputer l'Euro 2008 avec la France, faisant partie des sept réservistes.
Le 11 mai 2010, il fait partie de la liste des trente joueurs convoqués par Raymond Domenech pour participer à la Coupe du monde 2010 en Afrique du Sud mais il ne fait de nouveau pas partie du groupe des vingt-trois retenus. Mickaël Landreau explique plus tard que le sélectionneur l'avait informé à l'avance de son choix de Cédric Carrasso comme gardien numéro 3 pour la Coupe du monde.
N'ayant plus été appelé en équipe nationale de football depuis plus de deux ans, Landreau fait partie de la liste des joueurs convoqués par Didier Deschamps pour disputer les deux premiers matchs des éliminatoires de la Coupe du monde 2014 face à la Finlande et la Biélorussie, les 7 et 11 septembre 2012. Il intègre ensuite définitivement l'équipe de France en devenant le troisième gardien, remplacé par Stephane Ruffier en cas de forfait.
Quelques jours après avoir reçu un trophée d'honneur UNFP et après avoir annoncé qu'il mettrait un terme à sa carrière à l'issue de la saison, il est convoqué dans le groupe des vingt-trois joueurs de Didier Deschamps pour disputer la Coupe du monde 2014 au Brésil. Les Français atteignent les quarts de finale de la compétition et sont éliminés par les Allemands sur le score d'un but à zéro. Mickaël Landreau, lors de ses sélections, n'a encaissé que trois buts en onze titularisations.

#### Équipe de Bretagne
En mai 2013 il est sélectionné en équipe de Bretagne pour un match amical face au Mali, mais reste sur le banc.

### Carrière d'entraîneur
Alors qu'il est encore en activité, Mickaël Landreau obtient différents diplômes d’entraîneur (initiateur, animateur senior, brevet d'État d’éducateur sportif premier degré en 2003, deuxième degré en 2010) auprès de la FFF. Lors de son passage au LOSC, il se forme à la faculté des sciences du sport et de l'éducation physique de l'université Lille-II où il effectue une validation des acquis par l'expérience. Il y est notamment diplômé du « master STAPS, spécialité entraînement et optimisation de la performance sportive, option entraînement et préparations physique, nutritionnelle et mentale ».
Quelques mois après s'être retiré de la compétition, voulant changer de contexte et sortir un peu du milieu, il suit le programme Management général de l'Entreprise de l'École supérieure de commerce de Paris-Europe,.
Dans le cadre de sa formation pour le brevet d'entraineur professionnel de football, Mickaël Landreau rejoint le staff du Paris FC, alors relégué en National, pour la saison 2016-2017. Il y rejoint Réginald Ray, nommé entraîneur du club parisien, qu'il a côtoyé à Bastia où il était l'adjoint de Frédéric Hantz. Il y recroise également Alexis Thébaux, sa doublure lors de la saison 2004-2005 au FC Nantes. Lorsque le PFC se sépare de son entraineur adjoint, Fabien Valéri, pour divergences de points de vue avec l'entraîneur principal, Landreau est alors considéré comme le numéro 2.
Le 30 mai 2017, il devient entraîneur du FC Lorient, club qui vient de descendre en Ligue 2. Le 18 mai 2019, le club et lui se séparent à l'amiable.

## Statistiques

### Générales
| Saison                | Club                  | Championnat           | Championnat | Championnat | Coupe nationale | Coupe nationale | Coupe de la Ligue | Coupe de la Ligue | Supercoupe | Supercoupe | Compétition(s) continentale(s) | Compétition(s) continentale(s) | Compétition(s) continentale(s) | France | France | Total | Total |
| Saison                | Club                  | Division              | M.          | B.          | M.              | B.              | M.                | B.                | M.         | B.         | Comp.                          | M.                             | B.                             | M.     | B.     | M.    | B.    |
| 1996-1997             | FC Nantes Atlantique  | Division 1            | 29          | 0           | -               | -               | 1                 | 0                 | -          | -          | CI                             | 2                              | 0                              | -      | -      | 32    | 0     |
| 1997-1998             | FC Nantes Atlantique  | Division 1            | 33          | 0           | 2               | 0               | 1                 | 0                 | -          | -          | C3                             | 2                              | 0                              | -      | -      | 38    | 0     |
| 1998-1999             | FC Nantes Atlantique  | Division 1            | 31          | 0           | 6               | 0               | -                 | -                 | -          | -          | -                              | -                              | -                              | -      | -      | 37    | 0     |
| 1999-2000             | FC Nantes Atlantique  | Division 1            | 33          | 0           | 6               | 0               | 1                 | 0                 | 1          | 0          | C3                             | 6                              | 0                              | -      | -      | 47    | 0     |
| 2000-2001             | FC Nantes Atlantique  | Division 1            | 33          | 0           | 5               | 0               | 3                 | 0                 | 1          | 0          | C3                             | 8                              | 0                              | 1      | 0      | 51    | 0     |
| 2001-2002             | FC Nantes Atlantique  | Division 1            | 33          | 0           | -               | -               | 1                 | 0                 | 1          | 0          | C1                             | 11                             | 0                              | -      | -      | 46    | 0     |
| 2002-2003             | FC Nantes Atlantique  | Ligue 1               | 36          | 0           | 1               | 0               | 3                 | 0                 | -          | -          | -                              | -                              | -                              | 1      | 0      | 41    | 0     |
| 2003-2004             | FC Nantes Atlantique  | Ligue 1               | 34          | 0           | 5               | 0               | 4                 | 0                 | -          | -          | CI                             | 2                              | 0                              | -      | -      | 45    | 0     |
| 2004-2005             | FC Nantes Atlantique  | Ligue 1               | 37          | 0           | 3               | 0               | 2                 | 0                 | -          | -          | CI                             | 1                              | 0                              | 1      | 0      | 44    | 0     |
| 2005-2006             | FC Nantes Atlantique  | Ligue 1               | 36          | 0           | 5               | 0               | 2                 | 0                 | -          | -          | -                              | -                              | -                              | -      | -      | 43    | 0     |
| Sous-total            | Sous-total            | Sous-total            | 335         | 0           | 33              | 0               | 18                | 0                 | 3          | 0          | -                              | 32                             | 0                              | 3      | 0      | 424   | 0     |
| 2006-2007             | Paris Saint-Germain   | Ligue 1               | 38          | 0           | 4               | 0               | -                 | -                 | 1          | 0          | C3                             | 10                             | 0                              | 2      | 0      | 55    | 0     |
| 2007-2008             | Paris Saint-Germain   | Ligue 1               | 38          | 0           | 2               | 0               | 5                 | 0                 | -          | -          | -                              | -                              | -                              | 6      | 0      | 51    | 0     |
| 2008-2009             | Paris Saint-Germain   | Ligue 1               | 38          | 0           | 2               | 0               | 3                 | 0                 | -          | -          | C3                             | 10                             | 0                              | -      | -      | 53    | 0     |
| Sous-total            | Sous-total            | Sous-total            | 114         | 0           | 8               | 0               | 8                 | 0                 | 1          | 0          | -                              | 20                             | 0                              | 8      | 0      | 159   | 0     |
| 2009-2010             | Lille OSC             | Ligue 1               | 28          | 0           | -               | -               | 2                 | 0                 | -          | -          | C3                             | 7                              | 0                              | -      | -      | 37    | 0     |
| 2010-2011             | Lille OSC             | Ligue 1               | 38          | 0           | 6               | 0               | 2                 | 0                 | -          | -          | C3                             | 9                              | 0                              | -      | -      | 55    | 0     |
| 2011-2012             | Lille OSC             | Ligue 1               | 38          | 0           | 3               | 0               | -                 | -                 | 1          | 0          | C1                             | 5                              | 0                              | -      | -      | 47    | 0     |
| 2012-2013             | Lille OSC             | Ligue 1               | 15          | 0           | -               | -               | -                 | -                 | -          | -          | C1                             | 6                              | 0                              | -      | -      | 21    | 0     |
| Sous-total            | Sous-total            | Sous-total            | 119         | 0           | 9               | 0               | 4                 | 0                 | 1          | 0          | -                              | 27                             | 0                              | -      | -      | 160   | 0     |
| 2012-2013             | SC Bastia             | Ligue 1               | 19          | 0           | -               | -               | -                 | -                 | -          | -          | -                              | -                              | -                              | -      | -      | 19    | 0     |
| 2013-2014             | SC Bastia             | Ligue 1               | 31          | 0           | 1               | 0               | 1                 | 0                 | -          | -          | -                              | -                              | -                              | -      | -      | 33    | 0     |
| Sous-total            | Sous-total            | Sous-total            | 50          | 0           | 1               | 0               | 1                 | 0                 | -          | -          | -                              | -                              | -                              | -      | -      | 52    | 0     |
| Total sur la carrière | Total sur la carrière | Total sur la carrière | 618         | 0           | 51              | 0               | 31                | 0                 | 5          | 0          | -                              | 79                             | 0                              | 11     | 0      | 795   | 0     |

### Matchs internationaux
| Matchs internationaux de Mickaël Landreau | Matchs internationaux de Mickaël Landreau | Matchs internationaux de Mickaël Landreau        | Matchs internationaux de Mickaël Landreau | Matchs internationaux de Mickaël Landreau | Matchs internationaux de Mickaël Landreau | Matchs internationaux de Mickaël Landreau |
| #                                         | Date                                      | Lieu                                             | Adversaire                                | Résultat                                  | Compétition                               | Notes                                     |
| ----------------------------------------- | ----------------------------------------- | ------------------------------------------------ | ----------------------------------------- | ----------------------------------------- | ----------------------------------------- | ----------------------------------------- |
| 1                                         | 3 juin 2001                               | Stade d'Ulsan Munsu, Daegu, Corée du Sud         | Mexique                                   | V 4 - 0                                   | Coupe des confédérations 2001             | Titulaire.                                |
| 2                                         | 22 juin 2003                              | Stade de France, Saint-Denis, France             | Nouvelle-Zélande                          | V 5 - 0                                   | Coupe des confédérations 2003             | Titulaire.                                |
| 3                                         | 17 novembre 2004                          | Stade de France, Saint-Denis, France             | Pologne                                   | N 0 - 0                                   | Match amical                              | Titulaire.                                |
| 4                                         | 11 octobre 2006                           | Stade Auguste-Bonal, Sochaux-Montbéliard, France | Îles Féroé                                | V 5 - 0                                   | Éliminatoires de l'Euro 2008              | Titulaire.                                |
| 5                                         | 6 juin 2007                               | Stade de l'Abbé-Deschamps, Auxerre, France       | Géorgie                                   | V 1 - 0                                   | Éliminatoires de l'Euro 2008              | Titulaire.                                |
| 6                                         | 22 août 2007                              | Stade Antona Malatinského, Trnava, Slovaquie     | Slovaquie                                 | V 1 - 0                                   | Match amical                              | Titulaire.                                |
| 7                                         | 8 septembre 2007                          | Stade San Siro, Milan, Italie                    | Italie                                    | N 0 - 0                                   | Éliminatoires de l'Euro 2008              | Titulaire.                                |
| 8                                         | 12 septembre 2007                         | Parc des Princes, Paris, France                  | Écosse                                    | D 0 - 1                                   | Éliminatoires de l'Euro 2008              | Titulaire.                                |
| 9                                         | 13 octobre 2007                           | Tórsvøllur, Torshavn, Îles Féroé                 | Îles Féroé                                | V 6 - 0                                   | Éliminatoires de l'Euro 2008              | Titulaire.                                |
| 10                                        | 17 octobre 2007                           | Stade de la Beaujoire, Nantes, France            | Lituanie                                  | V 2 - 0                                   | Éliminatoires de l'Euro 2008              | Titulaire.                                |
| 11                                        | 16 novembre 2007                          | Stade de France, Saint-Denis, France             | Maroc                                     | N 2 - 2                                   | Match amical                              | Titulaire.                                |

## Palmarès
| FC Nantes (5) | Paris Saint Germain (1)                                                                 | LOSC Lille (2) |
| --- | --------------------------------------------------------------------------------------- | --- |
| - Championnat de France : - Champion en 2001 - Coupe de France : - Vainqueur en 1999 et 2000 - Trophée des Champions : - Vainqueur en 1999 et 2001 - Finaliste en 2000 - Coupe de la Ligue : - Finaliste en 2004 | - Coupe de la Ligue : - Vainqueur en 2008 - Trophée des Champions : - Finaliste en 2006 | - Championnat de France : - Champion en 2011 - Coupe de France : - Vainqueur en 2011 - Trophée des Champions : - Finaliste en 2011 |

### En sélection nationale (3)
- Vainqueur de la Coupe des Confédérations en 2001 et 2003
- Finaliste de la Coupe du Monde en 2006
- Vainqueur du Tournoi de Toulon en 1997
- Finaliste du Championnat d'Europe des Nations Espoirs en 2002

## Distinctions individuelles et records
- Étoile d'Or des gardiens France Football en 2003 et 2013
- Élu meilleur joueur du mois de Ligue 1 en février 2011
- Reçoit un Trophée UNFP d'Honneur en 2014
- Reçoit le Prix du Fair-Play aux Trophées UNFP en 2003
- Recordman du nombre de matchs en Ligue 1 (618 matchs)
- Recordman du nombre de sélections avec l'Équipe de France Espoirs (43 sélections)
- Meilleur ratio du nombre de buts encaissés par match en 11 sélections avec l'équipe de France (0.27)[31]
- Gardien de Ligue 1 ayant encaissé le plus de buts élu par la suite "plus beau but de l'année" avec 5 buts (Siberski en 2002, Ilan en 2005, Ribéry en 2006, Gourcuff en 2009, Ibrahimovic en 2014)
- En 2022, le magazine So Foot le classe dans le top 1000 des meilleurs joueurs du championnat de France, à la 15e place[32].

## Commentateur sportif
En juin 2012, Mickaël Landreau rejoint la chaîne beIN Sport en qualité de commentateur durant l'Euro 2012.
En décembre 2013, il devient commentateur pour la chaîne Canal+ Sport lors des matchs du Boxing Day de la Premier League anglaise.
En août 2014, il commente le football pour Canal+ et intègre le groupe de consultants du Canal Football Club, en alternance avec Christophe Dugarry, Daniel Bravo, Éric Carrière. Il quitte la chaîne en 2017 avant de faire son retour en 2019 après sa première expérience d'entraîneur au FC Lorient.

## Vie privée
Mickaël Landreau a été marié entre 2002 et 2006 avec la joueuse de tennis Anne-Gaëlle Sidot (née le 24 juillet 1979 à Enghien-les-Bains).
Le 11 juin 2009 à Boulogne-Billancourt, il épouse Virginie Joal (née le 10 août 1983 à Vichy), une ancienne candidate de la Star Academy (saison 4) connue sous le nom de Lennie Marshall. Il a depuis divorcé.
Le 14 mai 2015, Mickaël Landreau, alors en couple avec Sabrina Giovinazzo (née en octobre 1986), coach sportif, devient père d'un fils, Mattia. En août 2018, la famille s'agrandit avec l'arrivée d'un deuxième fils, Sandro.
Le 8 août 2020 à la mairie du Pecq, il épouse Vanessa Custiel (née le 15 octobre 1984 à Paris). Il est divorcé depuis le 4 mai 2023.